# Dennis Danell
Dennis Danell (Seattle, 24 giugno 1961 – Costa Mesa, 29 febbraio 2000) è stato un chitarrista e produttore discografico statunitense, conosciuto soprattutto per essere stato, dal 1979 sino all'anno della sua morte, il chitarrista dei Social Distortion.
Danell è morto a causa di un aneurisma cerebrale che l'ha colpito nel 2000 all'età di 38 anni, senza preavviso. Fino a quel momento era il solo componente originario e stabile rimasto nella band oltre al leader Mike Ness, che da quel momento rimase l'unico. Oltre al suo notevole lavoro con i Distortion,  è stato anche produttore con etichette come la Restless Records.

## Discografia
- 1982 - Mommy's Little Monster
- 1988 - Prison Bound
- 1990 - Social Distortion
- 1992 - Somewhere Between Heaven and Hell
- 1996 - White Light, White Heat, White Trash

## Principali produzioni
- TLC
- Value Pac
- Fraidy Cats
- The Deluxtone Rockets
- Rock Star Barbecue